# Aloconatica kushime
Aloconatica kushime is een slakkensoort uit de familie van de Naticidae. De wetenschappelijke naam van de soort is voor het eerst geldig gepubliceerd in 1971 door Shikama.